# コルタイ・ラヨシュ
コルタイ・ラヨシュ（Koltai Lajos [ˈkoltɒ.iˌlɒjoʃ], 1946年4月2日 - ）はハンガリー・ブダペスト出身の映画撮影監督、映画監督。

## 人物
サボー・イシュトヴァーンやジュゼッペ・トルナトーレ作品の撮影で知られている。
日本ではラホス・コルタイと姓名を倒置して、姓を後に表記し、かつ名前のLajos（ラヨシュ）をスペイン語風に「ラホス」と表記する事例も見られるが、コルタイはスペイン系でもなければ、スペイン語圏で活動していたこともなく、完全に誤りである。
自身の監督作には『いつか眠りにつく前に』などがある。

## 主な作品
- コンフィデンス/信頼 Bizalom (1979)
- メフィスト Mephisto (1981)
- ハヌッセン Hanussen (1988)
- 天使が降りたホームタウン Homer and Eddie (1989)
- ぼくの美しい人だから White Palace (1990)
- モブスターズ/青春の群像 Mobsters (1991)
- ボーン・イエスタデイ Born Yesterday (1993)
- 男が女を愛する時 When a Man Loves a Woman (1994)
- 理由 Just Cause (1995)
- ホーム・フォー・ザ・ホリデイ Home for the Holidays (1995)
- 海の上のピアニスト La Leggenda del pianista sull'oceano (1999)
- 太陽の雫 Sunshine (1999)
- マレーナ Malèna  (2000)
- 卒業の朝 The Emperor's Club (2002)
- アドルフの画集 Max (2002)
- 華麗なる恋の舞台で Being Julia (2004)
- いつか眠りにつく前に Evening (2007)